# Galerucella quadrimaculata
Galerucella quadrimaculata là một loài bọ cánh cứng trong họ Chrysomelidae. Loài này được Redtenbacher miêu tả khoa học năm 1850.